# Steven Godfroid
Steven Emmanuel Godfroid Kunduma (ur. 16 marca 1990 w Charleroi) – rwandyjski piłkarz występujący na pozycji pomocnika.
W barwach ROC Charleroi-Marchienne, Royale Union Saint-Gilloise i KV Woluwe-Zaventem rozegrał łącznie 99 spotkań i zdobył trzy bramki w trzeciej lidze belgijskiej.
W reprezentacji Rwandy zadebiutował 10 czerwca 2012 w zremisowanym 1:1 meczu el. do MŚ 2014 z Beninem. W drużynie narodowej wystąpił trzy razy.